# Radostin Kišišev
Radostin Prodanov Kišišev (in bulgaro Радостин Проданов Кишишев?; Burgas, 30 luglio 1974) è un allenatore di calcio ed ex calciatore bulgaro, di ruolo centrocampista.

## Carriera

### Club
Dopo aver giocato in Bulgaria con Černomorec Burgas, Nafteks Burgas e Liteks Loveč, nel 2000 si trasferì in Inghilterra, al Charlton Athletic. Arrivato come terzino, l'allenatore degli inglesi lo cambia di ruolo, portandolo più in avanti e facendolo giocare a centrocampo. Nel marzo 2007, alla fine del mercato invernale, il Charlton lo cede in prestito al Leeds Utd e nell'estate successiva passa al Leicester City. Il Leicester, dopo 7 partite, lo cede nuovamente al Leeds, dove il giocatore colleziona 7 altre presenze. Nel 2009 fa ritorno al Liteks Loveč.

### Nazionale
Con la Nazionale bulgara Kišišev ha partecipato al campionato d'Europa 1996 e al campionato del mondo 1998.

## Palmarès
- Campionato bulgaro: 1

Litex Lovec: 2009-2010